# بیمس (ویرجینیای غربی)
بیمس (به انگلیسی: Bemis) یک منطقهٔ مسکونی در ایالات متحده آمریکا است که در شهرستان رندولف، ویرجینیای غربی واقع شده‌است. بیمس ۷۸۷٫۰ متر بالاتر از سطح دریا واقع شده‌است.